# Florin Prunea
Florin Prunea (Bukarest, 1968. augusztus 8. –) román válogatott labdarúgókapus.

## Pályafutása

### Klubcsapatokban
Pályafutása során nagyon sok csapatban védett, ezek a következők voltak: Dinamo București (1985–88, 1992–98, 2000–02), Universitatea Cluj (1988–90, 1991–92, 1998), Universitatea Craiova (1990–91, 1999–2000), Erzurumspor (1998–99), Astra Giurgiu (1999), Litex Lovecs (2000), Bacău (2002–03, 2004), FC Brașov (2003–04), Skoda Xánthi (2004–05), Național București (2005–06).
Az Universitatea Craiova színeiben az 1990–1991-es szezon végén a román bajnokságot és a román kupát is sikerült megnyernie. A legtöbb időt azonban a Dinamo Bucureștinél töltötte, ahol hat éven keresztül volt a csapat első számú hálóőre. A 2001–2002-es idény végén a Dinamoval is román bajnok lett.

### A válogatottban
A román válogatott kapuját 1990. és 2001 között összesen 40 alkalommal védte.
Részt vett az 1996-os és a 2000-es Európa-bajnokságon illetve az 1994-es és az 1998-as világbajnokságon. Az 1994-es vb-n a Svájc ellen elszenvedett 4–1-es vereséget követően Bogdan Stelea kikerült a kapuból. Prunea  megkapta a bizalma és ő védett az USA elleni utolsó csoportmérkőzésen és az ezt követő Argentína elleni nyolcaddöntő, majd a Svédország elleni negyeddöntő mérkőzésen is, ahol a románok büntetőpárbaj után estek ki.

## Sikerei, díjai
Dinamo București
- Román bajnok (1): 2001–02
- Román kupagyőztes (1): 2000–01

Universitatea Craiova
- Román bajnok (1): 1990–91
- Román kupagyőztes (1): 1990–91

Rapid București
- Román kupagyőztes (1): 2004–05

## Külső hivatkozások
- Florin Prunea – a National-football-teams.com honlapján